# Carla Stellweg
Carla Margareta Stellweg (Bandung, Indias Orientales Neerlandesas) es una escritora, historiadora del arte y curadora de arte mexicana. Se especializa en arte y artistas latinoamericanos y latinoestadounidenses. Se desempeñó como directora adjunta del Museo Rufino Tamayo en su apertura y antes del Museo Tamayo, cofundó, editó y dirigió Artes Visuales, la primera revista de artes bilingüe (español-inglés) en América Latina desde 1973 hasta 1981.

## Biografía
Nació en Bandung, Indias Orientales Neerlandesas. Debido a la ocupación japonesa, la familia se mudó a los Países Bajos. Obtuvo una Licenciatura en Artes del Grotius College de La Haya. Se mudó con sus padres a México en 1958 y fue candidata a la Maestría en Bellas Artes en Historia del arte en la Universidad de las Américas en la Ciudad de México.

### Carrera
Comenzó su carrera en 1965 trabajando como curadora asistente de Fernando Gamboa, el renombrado constructor de museos que organizó una gran cantidad de exposiciones internacionales sobre México, su arte y cultura en todo el mundo
En 1973, Stellweg y Fernando Gamboa, director del Museo de Arte Moderno (MAM) en la Ciudad de México, cofundaron Artes Visuales,la primera publicación contemporánea de la revista de artes visuales de vanguardia en español e inglés en América Latina. MAM fue una organización financiada con fondos públicos, que a través de Artes Visuales impulsó un proyecto político cultural patrocinado por Luis Echeverría de 1970 a 1976 para contrarrestar los disturbios causados por los asesinatos de México 68.
Ya en 1975, Stellweg estaba organizando seminarios feministas para abordar la expresión feminista en el arte mexicano. En 1976, Stellweg dedicó un número de Artes Visuales que cubría la participación de las mujeres en las artes. Las artistas y críticos mexicanos no aceptaron el concepto de un movimiento feminista, temiendo que la adopción de una estrategia feminista tuviera repercusiones negativas.
En 1979 Stellweg se convirtió en el subdirector del recién construido Museo Rufino Tamayo, pero en poco tiempo, se mudó a la ciudad de Nueva York. De 1983 a 1985, fue copropietaria y directora de la Galería Stellweg-Seguy ,ubicada en Soho, Nueva York. Se convirtió en la curadora jefe del Museo de Arte Hispano Contemporáneo (MOCHA) en 1986, y se fue en 1989 para fundar su propia galería. La Galería Carla Stellweg funcionó de 1989 a 1997 y estuvo ubicada en la ciudad de Nueva York y se centró en artistas latinoamericanos y latinos emergentes y latinos de mitad de carrera de varios medios.
De 1997 a 2001 fue directora y curadora jefe del Blue Star Contemporary Art Center en San Antonio, Texas, y durante su mandato el Mes del Arte Contemporáneo de la ciudad se convirtió en un evento registrado. Antes de Blue Star, Stellweg fue galardonada con una beca Rockefeller en Humanidades en la UT Austin, Texas, donde llevó a cabo una investigación que llevó a, If Money Talks Who Does the Exhibition Talking?: 1980s Latin American and Latino Art.
Stellweg ha actuado como consultor independiente, incluido un proyecto titulado Hispanic Art in the United States: Thirty Contemporary Painters and Sculptors y The Latin American Spirit: Art and Artists in the US, 1920-1970, como profesor de historia en la Escuela de Artes Visuales, y es autora de numerosas publicaciones.
En 2023 se realizó una exposición Cultivar. Homenaje a Carla Stellweg en el Museo Tamayo, curada por Pablo León de la Barra y Andrea Valencia en la que se "exponen facetas menos exploradas de la curadora, como haber sido pionera en abordar temas como el feminismo, el arte chicano y el vínculo de trabajo entre artistas de América Latina, el Caribe y residentes en Nueva York." La exposición incluyó material de su archivo personal.

## Obras
- "De cómo el arte chicano es tan indocumentado como los indocumentados." Artes visuales.( México, D. F., México) No. 29 (Jun. 1981) pp 23-28
- "La forma en que el arte chicano es tan indocumentado como el "indocumentado" Artes Visuales (Ciudad de México, México) No. 29 (junio de 1981) pp 29-31
- Joaquín Torres García (1984), catálogo de Arnold Herstand Gallery
- Frida Kahlo: la cara detrás de la máscara, un portafolio fotográfico (¿1985?)
- ""Magnet - New York": arte conceptual, performance, ambiental e instalación de artistas latinoamericanos en Nueva York". En The Latin American Spirit: Art and Artists in the United States, 1920-1970, pp 284-311, 332. Exh. cat., Nueva York: Bronx Museum of the Artists, (1988)
- Un colectivo de arte colombiano contemporáneo (1989)
- Poco comunes: 23 artistas latinoamericanos, 3 de octubre 5 de noviembre de 1992 (1992)
- Restos españoles: fronteras reales e imaginadas (1992)
- En colaboración con Elena Poniatowska:
  - Frida Kahlo: la cámara seducida (1992)
  - Frida Kahlo: La cámara seducida (1992)
- Mirando a los años 90: cuatro vistas de la fotografía mexicana actual (1998)
- Con María Josefa Ortega. Artes visuales: una selección facsimilar en homenaje a Fernando Gamboa (2009)